# مايك كارتر (لاعب كرة قدم أمريكية)
مايك كارتر (بالإنجليزية: Mike Carter)‏ هو لاعب كرة قدم أمريكية أمريكي، ولد في 18 فبراير 1948.